# Alan Duff
Ne doit pas être confondu avec Duffman.
Alan Duff est un écrivain et un éditorialiste anglophone, né le 6 octobre 1950 à Rotorua en Nouvelle-Zélande.

## Biographie
Alan Duff a vu le jour dans une famille mixte. Sa mère, Kuia Hinau, est maori, alors que son père, Gowan Duff, un scientifique, est pakeha. Son grand-père paternel, Oliver Duff, également écrivain, est le fondateur du journal The Listener, l'hebdomadaire le plus important du pays.
Les parents d'Alan Duff finissent par se séparer. Alors âgé de 10 ans, il est confié à un oncle et une tante maoris et part vivre à Whakarewarewa. En rébellion, il rejoint un gang. Il se bagarre souvent et commet plusieurs délits. Il se fait bientôt expulser de son école. Son comportement finit par le conduire en maison de redressement. À sa sortie, il est pris en charge par un oncle, anthropologue, du côté de son père. Le jeune garçon retourne à l'école, mais à 15 ans, il est arrêté pour des agressions et des vols. Il entre une première fois en prison.
À sa sortie, il alterne les petits boulots. Tour à tour, installateur de matériel d'isolation, chanteur dans un groupe, petit commerçant, il commet également plusieurs délits mineurs, qui le renvoient en prison pour vingt-et-un mois. Grand amateur de Hubert Selby, Jr., et de William Faulkner, il commence alors à écrire. À sa sortie, Alan Duff tourne la page  et part à Londres. Il revient en Nouvelle-Zélande en 1985 et se met à écrire des romans et des nouvelles à temps plein.
Avec ses droits d'auteur, Alan Duff fonde une association, Books in Homes, pour amener les enfants défavorisés à la lecture. 
Le 16 juin 2011, Alan Duff se déclare en faillite, en raison de créances de 3,6 millions $NZD.
Depuis mars 2013, il habite à Bayonne, en France, et revient plusieurs fois par an au pays.

## Œuvres
Publié en 1990, L’Âme des guerriers (Once Were Warriors) est son premier succès littéraire. Ce livre a connu un grand retentissement en Nouvelle-Zélande. Il brosse un portrait sans complaisance du peuple māori et de ses difficultés à prendre son destin en main dans la société néo-zélandaise des années 1990.
Depuis 1996, cet ouvrage est disponible en français dans une traduction de Pierre Furlan chez Actes Sud.
Ce roman a été porté à l’écran en 1994 par le réalisateur néo-zélandais Lee Tamahori, L'Âme des guerriers.
En 1996, paraît la suite de L'Âme des guerriers, Les Âmes brisées (What Becomes of the Broken Hearted?), qui obtient le prix Montana. Le récit accompagne la vie de Jake Heke dans les banlieues d'Auckland. Il porte son passé violent, et cherche à s'en sortir. 
En 2002, paraît le troisième volume, Jake's Long Shadow. 
Parmi les autres romans et mémoires :
- Out of the Mist and the Steam (1999),
- Alan Duff's Maori heroes (2000),
- Un père pour mes rêves (2010), Actes Sud,
- Dreamboat Dad (2008), Vintage, Auckland,
- Who sings for Lu? (2009), Vintage, Auckland,